# Tzompantli

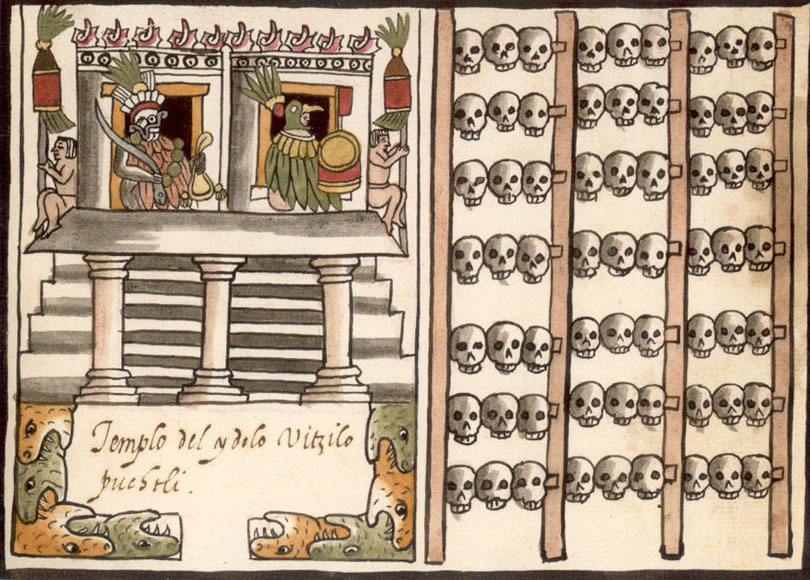
Darstellung eines dem Kriegsgott Huitzilopochtli geweihten Tempels mit einem Tzompantli (Codex Tovar, 1587)

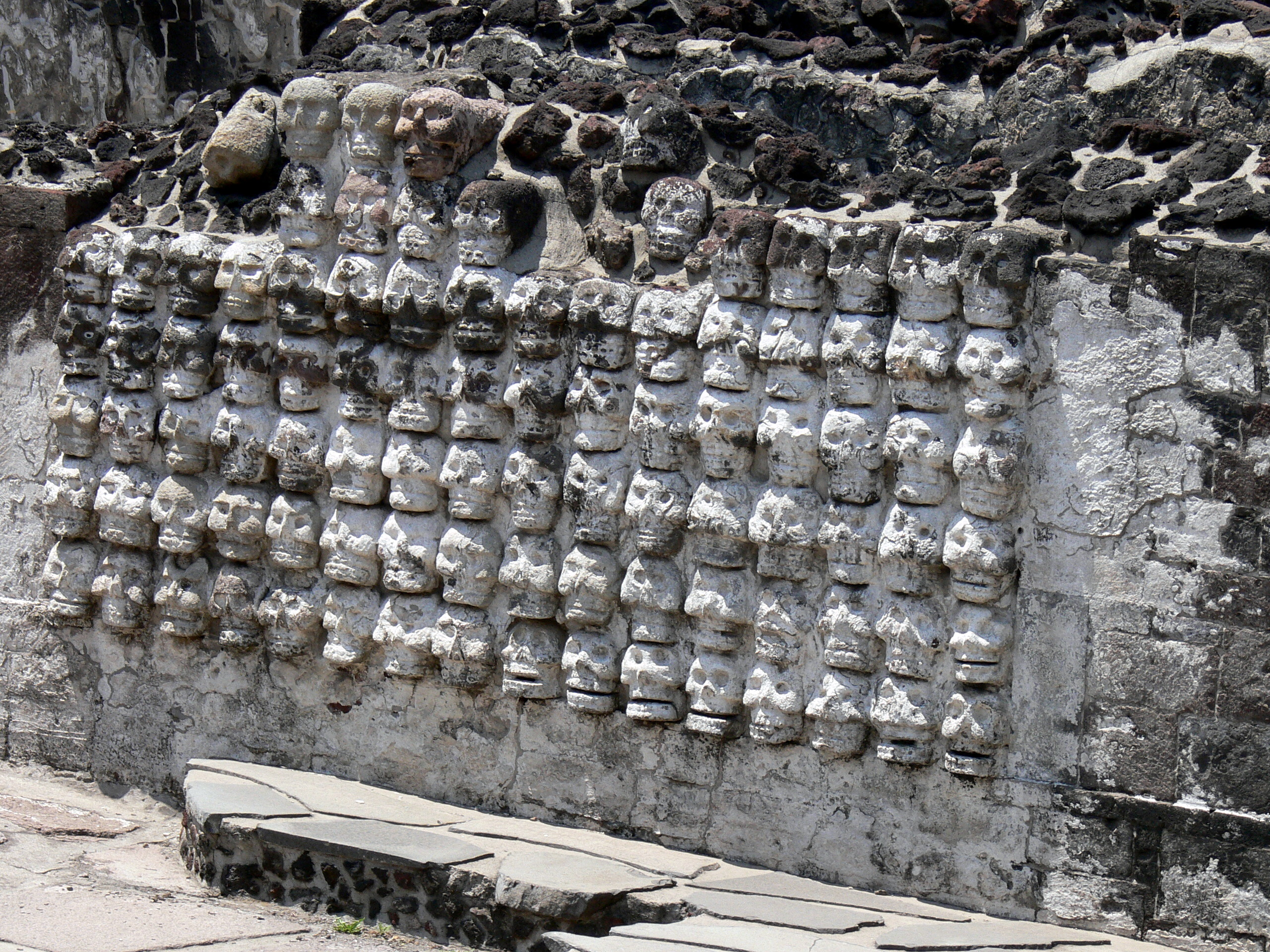
In Stein gemeißelter Tzompantli beim Großen Tempel von Tenochtitlán

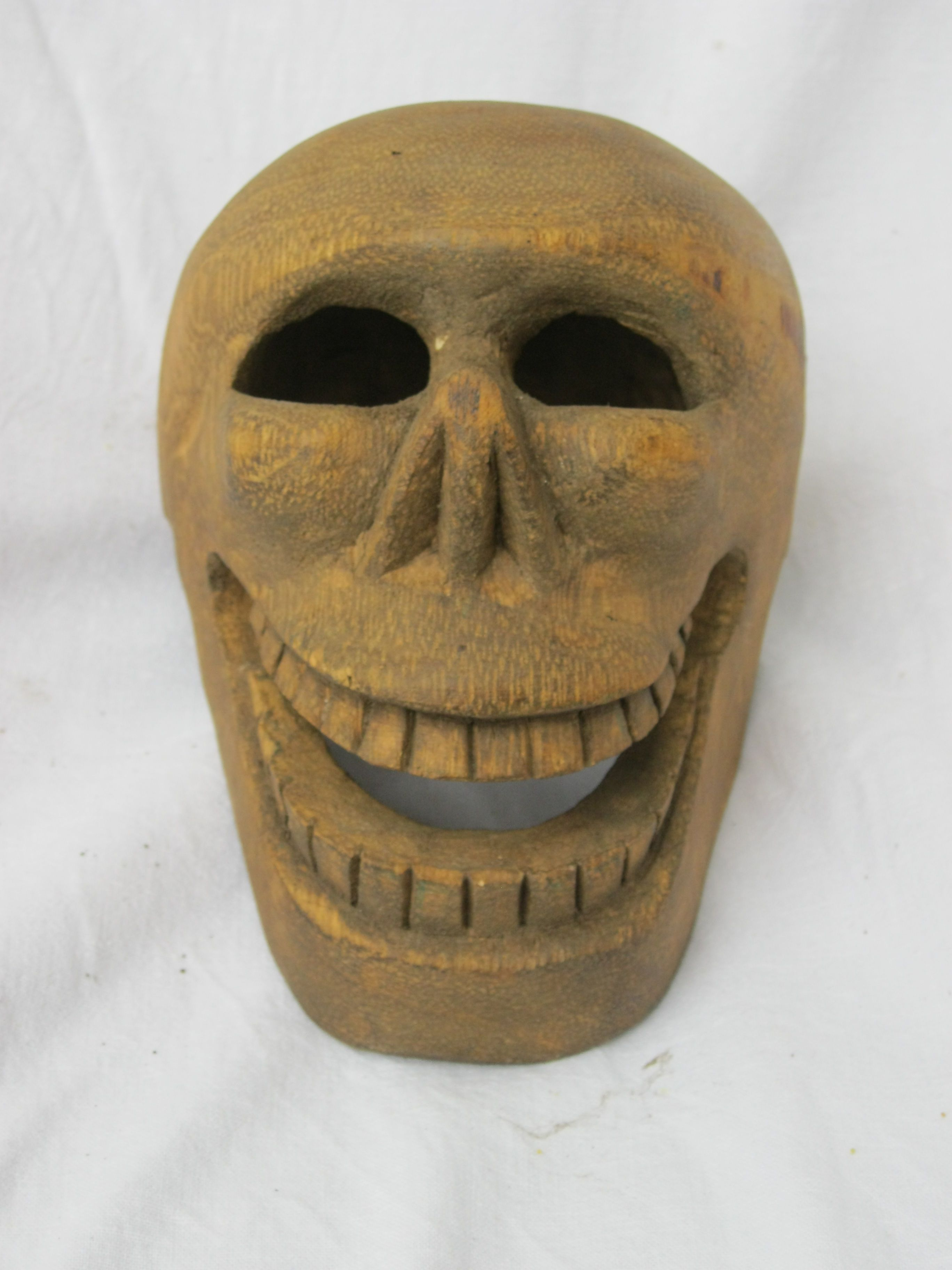
Nachbildung eines Schädels, um 1970 (Oaxaca)

Der Tzompantli (von Nahuatl tzontli = „Haar“, pantli = „Reihe“) war ein Gestell aus Holz, auf dem menschliche Schädel aufgereiht waren. Oft wurden die Schädel jedoch nur gestapelt.

## Historischer Hintergrund
Vor der spanischen Eroberung Mittelamerikas im 16. Jahrhundert wurden den indianischen Göttern (v. a. dem Kriegsgott Huitzilopochtli) viele Menschenopfer dargebracht. Bei den meisten handelte es sich um gefangene Krieger aus den sogenannten Blumenkriegen. Auf Gestellen wurden die Schädel der Toten ordentlich aufgereiht und zur Schau gestellt. Die Spanier fanden auf ihrem Eroberungsfeldzug in Mexiko sehr viele dieser Gestelle. Bernal Diaz del Castillo schätzt in seinem Buch Die Wahrhafte Geschichte der Eroberung von Neuspanien die Zahl der Schädel auf einem einzigen Tzompantli mit 100.000 Stück. Die Schädel waren leicht zu zählen, weil sie so übersichtlich aufgereiht waren. Allerdings konnte er nicht feststellen, in welchem Zeitraum die Schädel gesammelt worden waren.
Die Tzompantlis wurden lange Zeit als triumphales Zeugnis der Siege über feindliche Stämme verstanden. Im Glauben der Azteken und der anderen Völker Mittelamerikas (z. B. Tolteken oder Mixteken) kehrten die Geister der Toten jedoch jedes Jahr zurück. Damit sie in dieser Nacht ein Gefäß hatten, in dem sie wohnen konnten, bewahrten die Menschen die Schädel auf. Der Opferkult der Azteken erlosch jedoch nach der spanischen Eroberung.
Schädel sind auch heute noch als Relief an vielen historischen Gebäuden in Mittelamerika zu sehen. Der Glaube an die Rückkehr der Geister der Toten besteht auch heute noch in Mexiko und wird am Tag der Toten gefeiert.

## Ähnliche Stätten bei anderen Völkern

### Zapoteken
In einem Ort namens La Coyotera im Tal von Oaxaca wurde im Jahr 2003 eine ca. 2000 Jahre alte Struktur entdeckt, die die Zapoteken yàgabetoo nannten und die eine große Ähnlichkeit mit einem Tzompantli aufweist. Es wäre das mit Abstand älteste Zeugnis dieser Art.

### Maya
Die auf der Halbinsel Yucatán, im Urwald des Petén und im südlichen Bergland lebenden Maya kannten keine Tzompantlis oder ähnliche Strukturen. Lediglich in der in hohem Maße von der toltekischen Kultur beeinflussten Stätte von Chichén Itzá findet sich eine derartige „Schädelstätte“.